# Od šanka do šanka
Od šanka do šanka je drugi studijski album slovenskog glazbenika Andreja Šifrera, kojeg je 1979. godine objavio ZKP RTLJ. Album je 1998. godine uvršten na 90. mjesto ljestvice 100 najboljih albuma jugoslovenskih rock i pop albuma u knjizi YU 100: najbolji albumi jugoslavenske rock i pop glazbe.

## Popis pjesama
Sve pjesme napisao je Andrej Šifrer osim ako to nije naglašeno. 
| 1. | »Moj šef«                   | 2:57 |
| 2. | »Brat«                      | 3:36 |
| 3. | »Kolorado«                  | 2:11 |
| 4. | »Svete krave« (Arsen Dedić) | 2:55 |
| 5. | »Ljubav iz trafike«         | 3:95 |

| 6.  | »Košava«             | 3:50 |
| 7.  | »A ti želiš pričati« | 3:50 |
| 8.  | »Marija«             | 4:40 |
| 9.  | »15«                 | 3:49 |
| 10. | »Od šanka do šanka«  | 2:50 |

## Sudjelovali na albumu
- Andrej Šifrer — vokal
- Tim Hatwell — bas gitara
- Derek Collins — klarinet
- Ray Russell — gitara
- Barry Desouza — bubnjevi
- Jack Emblow — harmonika
- Dave Cook — klavijature, gitara
- B. J. Cole — steel gitara
- Ken Freeman — sintesajzer
- Bill Thorp — violina, viola
- Andrej Habič — oblikovanje
- Tone Stojko — slika
- Dave Cook — producent, aranžman
- Anthony David — producent, snimanje